# Tobie Donovan
Tobie Donovan es un actor y vlogger inglés. Es conocido por su papel como Isaac Henderson en la serie de Netflix Heartstopper (2022-presente).

## Vida y carrera
Donovan es de Bath. Asistió a la escuela Ralph Allen. Se interesó por la actuación cuando era niño y se formó en la Academia de Teatro de Bath.
Originalmente tenía la intención de actuar en teatro antes de pasarse al cine. Hizo una audición para la serie de Netflix Heartstopper a través de un casting abierto. Fue seleccionado para el papel de Isaac Henderson, quien descubre que es asexual en la segunda temporada. Durante la producción de la primera temporada, Donovan mantuvo un vlog detrás de escena en YouTube. En 2022, recibió un premio Silver Play YouTube Creator Award por alcanzar los 100.000 suscriptores. Su compañero de reparto Kit Connor le dio a Donovan una cámara para ayudarlo a continuar con los vlogs. En la segunda temporada, su personaje comparte escenas con James McEwan, interpretado por Bradley Riches.
Entre la primera y la segunda temporada de Heartstopper, Donovan actuó en Paper Cut en el Park Theatre.

## Vida personal
Tobie Donovan es un hombre abiertamente gay.